# 理查德·阿克莱特

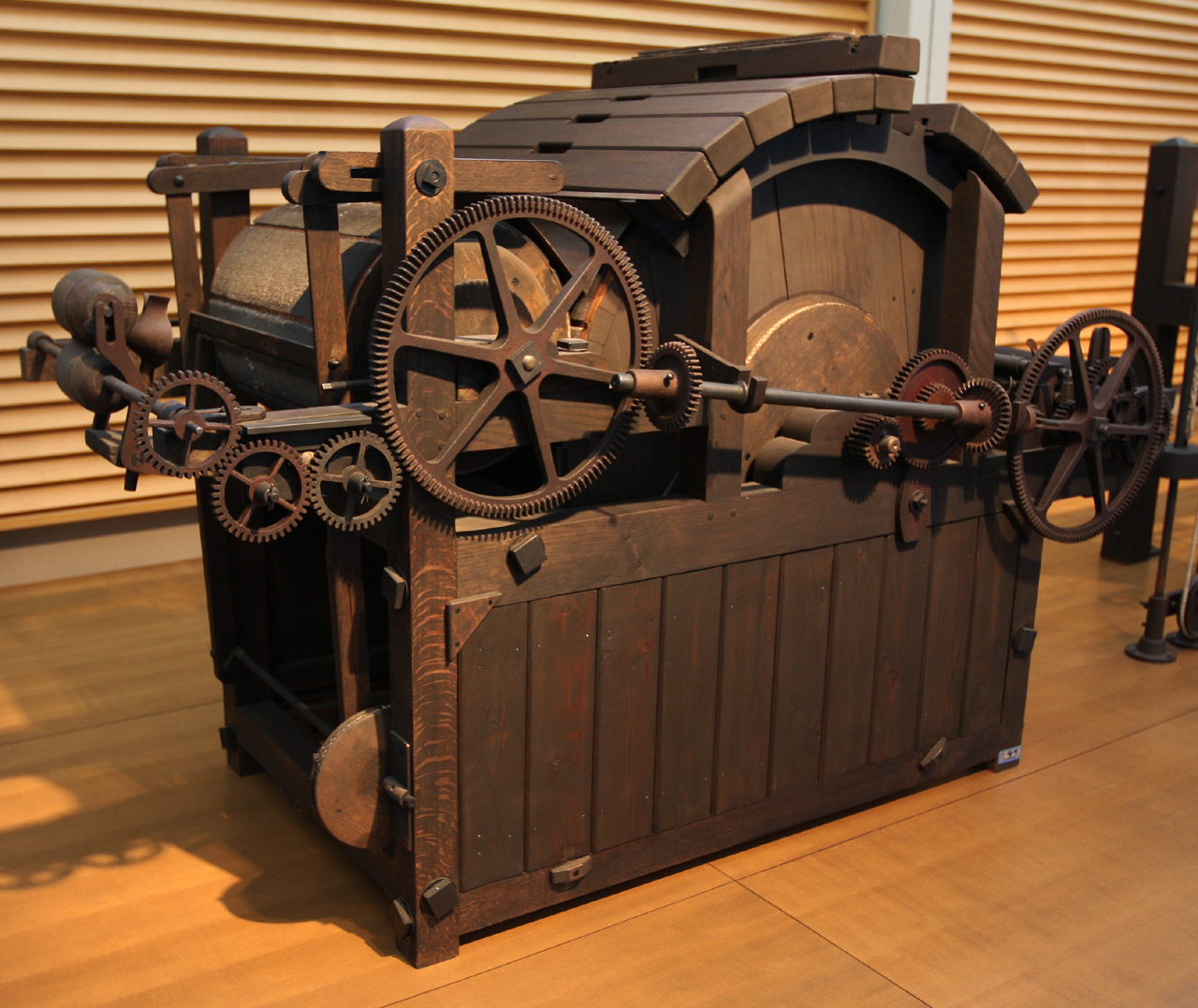
1775年理查·阿克萊特水力紡紗機仿製品

理查德·阿克莱特爵士（英語：Richard Arkwright，1732年12月23日—1792年8月3日），是英国第一家棉纺厂创办者，發明了水力紡紗機。

## 生平
理查·阿克莱特是工业革命时期英国发明家、企业家。生于兰开夏的贫农家庭。当过理发师和假发销售员。
- 1769年自称发明水力纺纱机，并取得专利权。该机克服了手摇纺纱机的缺点，纺出的纱结实，效率高。由于纺纱机体积大，必须利用水源，不利于家庭作业。
- 1771年在曼彻斯特创办棉纺厂，用机器进行生产。
- 1780年又在曼彻斯特设六百人的工厂，集中工人生产。这是英国最早使用机械的工厂。该发明促进了英国工业革命的发展。